# Octavarium
Az Octavarium a Dream Theater, amerikai progresszív metal együttes 2005-ben megjelent, nyolcadik stúdióalbuma. Az album címében szereplő "okta" előtag utal a nyolcas számra, továbbá nyolc dal szerepel a lemezen. Az album Kanada és Japán mellett tizenegy európai ország lemezeladási listáján szerepelt a Top20-ban (Magyarországon 4.), a Billboard 200-as listáján pedig a 36. helyig jutott az Egyesült Államokban.
A lemezbemutató világkörüli turné az album megjelenése után pár nappal, 2005. június 10-én startolt az európai nyári metalfesztiválokon és majd' egy évvel később, 2006. április 1-jén zárult a Radio City Music Hallban adott 20 éves jubileumi Dream Theater koncerttel, aminek felvétele Score címen jelent meg később az év folyamán.

## Zene
A lemezt nyitó "The Root of All Evil" a Six Degrees of Inner Turbulence (2002) albumon megkezdett ún. "12-lépéses szvit" (Twelve-step Suite) harmadik felvonása, amely Mike Portnoy dobos alkoholizmushoz fűződő viszonyát dolgozza fel. A 2001. szeptember 11-ei terrortámadásra reflektáló "Sacrified Sons" és a címadó "Octavarium" dalokban egy 18-tagú szimfonikus zenekar kíséri az együttest. Érdekesség, hogy a 24 perces "Octavarium" hat, egyenként négyperces tételből áll, és nem csak zenéjében, de a dalszövegbe elrejtett utalásokkal is tiszteleg vele hatásai előtt a Dream Theater.

## Kritikák
A Train of Thought című előző Dream Theater stúdióalbumhoz képest az Octavarium jóval rockosabb megközelítésű. Több kritika is érte az együttest, hogy a lemez egyes dalai túlságosan hasonlítanak más, ismert előadók stílusára. Az "I Walk Beside You" akár egy U2 lemezen is szerepelhetne, míg a "Never Enough" a Muse együttes "Stockholm Syndrome" című dalára emlékeztet kísértetiesen.

## Az album dalai
1. "The Root of All Evil" – 8:25
VI. "Ready"
VII. "Remove"
2. "The Answer Lies Within" – 5:33
3. "These Walls" – 7:36
4. "I Walk Beside You" – 4:29
5. "Panic Attack" – 8:13
6. "Never Enough" – 6:46
7. "Sacrificed Sons" – 10:42
8. "Octavarium" – 24:00 
Intro
I. "Someone Like Him" 
II. "Medicate (Awakening)" 
III. "Full Circle" 
IV. "Intervals" 
V. "Razor's Edge"

## Közreműködők
- James LaBrie – ének
- John Petrucci – gitár és háttérvokál
- John Myung – basszusgitár
- Mike Portnoy – dobok és háttérvokál
- Jordan Rudess – billentyűs hangszerek

## Külső hivatkozások
- Dream Theater hivatalos oldal
- Encyclopaedia Metallum – Dream Theater: Octavarium
- Octavarium dalszövegek
- Dream Theater a Billboard listáján